# Traian Vuia
 (novembre 2017).
Pour les articles homonymes, voir Vuia.
Traian Vuia, né le 17 août 1872 à Surducu Mic (rebaptisé Traian Vuia), alors en Autriche-Hongrie, depuis 1918 en Roumanie, et mort le 3 septembre 1950 à Bucarest, était un inventeur roumain, pionnier de l'aviation. Le 18 mars 1906, il réalisa, sept mois avant Santos-Dumont, un vol mécanique avec un appareil plus lourd que l'air (aérodyne), autopropulsé par un moteur à combustion interne. Ce fut le premier vol d'un tel appareil connu par le public de l'époque, grâce aux articles parus dans plusieurs journaux et magazines tels que L'Aérophile d'avril 1906, L'Auto ou La Nature. Clément Ader avait déjà tenté de décoller ainsi en 1890 et en 1897. Pour mémoire, l'appareil des frères Wright était, lui, catapulté.

## Biographie
Traian Vuia naquit à Surducu Mic (aujourd'hui dans le județ de Timiș, Roumanie), petite localité du Banat, qui à l'époque appartenait à l'Autriche-Hongrie. Il commença ses études primaires à l'école du village voisin de Bujor et, de 1884 à 1892, il poursuivit ses études au lycée de Lugoj. En 1892, Vuia partit pour Budapest afin de faire des études polytechniques qu'il dut abandonner un an après pour des raisons financières. En 1893 il commença ses études de droit. Dès l'obtention de son diplôme, Vuia rentra à Lugoj où il fut avocat pour une courte période. Le 6 mai 1901 il obtint le titre de docteur ès sciences juridiques.
Au cours de sa courte carrière d'avocat à Lugoj, Vuia commença à faire les projets de son premier appareil de vol qu'il appela « aéroplane automobile ». Les conditions financières l'empêchant à passer à la construction de son premier appareil, en 1902 Vuia partit pour Paris où il espérait obtenir le financement nécessaire à l'accomplissement de cette tâche. Malgré l'intérêt que Victor Tatin montrait pour le projet de cet appareil, Vuia ne réussit pas à obtenir l'aide financière de l'Académie des sciences de Paris qui considérait que voler avec un appareil plus lourd que l'air tenait de l'utopie. Blériot lui-même lui aurait dit « plus lourd que l'air ne volera jamais »... avant de changer d'avis.
Traian Vuia a habité Garches de 1921 à 1946, soit pendant 25 ans. Encore aujourd’hui, les personnes intéressées peuvent voir la plaque commémorative qui a été apposée sur le mur de la villa Régina, 7 rue de Toulon, 92380 Garches. Cette ville est située dans le département des Hauts-de-Seine, mais était à cette époque dans le département de Seine-et-Oise.

## Premier vol de Vuiano1

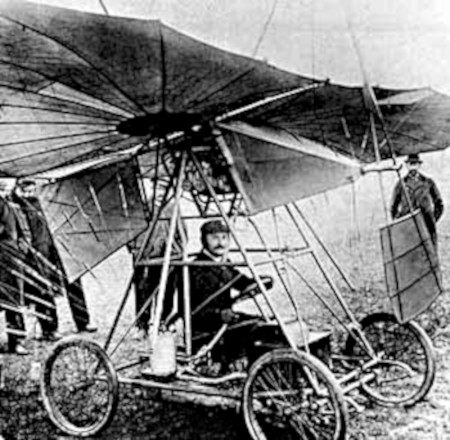
Traian Vuia au bord de Vuia no 1 en février 1906

Au cours de l'hiver 1902-1903, avec l'aide financière de son ami et mentor, l'avocat Coriolan Brediceanu, Traian Vuia commença la construction de son premier appareil en utilisant le projet qu'il avait fait à Lugoj. En 1904, il construisit aussi un moteur qu'il arriva à faire breveter au Royaume-Uni. La construction de l'appareil nommé « Trajan Vuia no 1 » fut terminée en décembre 1905 aux ateliers Hockenjos & Schmitt à Paris. Victor Tatin en fournit l'hélice bipale.
Le 18 mars 1906, Vuia testa son avion dans la plaine de Montesson, près de Paris. Après une accélération de cinquante mètres, il décolla à 1 mètre de hauteur sur une longueur d'environ douze mètres. Le moteur se bloqua et l'appareil heurta un arbre, ce qui endommagea une aile et l'hélice. Vuia s'en sortit indemne.
Une fois l'appareil réparé et légèrement modifié, Vuia réalisa des vols à Issy-les-Moulineaux le 12 et le 19 août 1906 avec de meilleurs résultats : un vol d'environ 25 mètres à près de 2,5 mètres de hauteur.

## Caractéristiques du Trajan Vuiano1
- Envergure : 8,70 m
- Longueur : 5,65 m
- Hauteur : 2,90 m
- Surface alaire : 20 m2

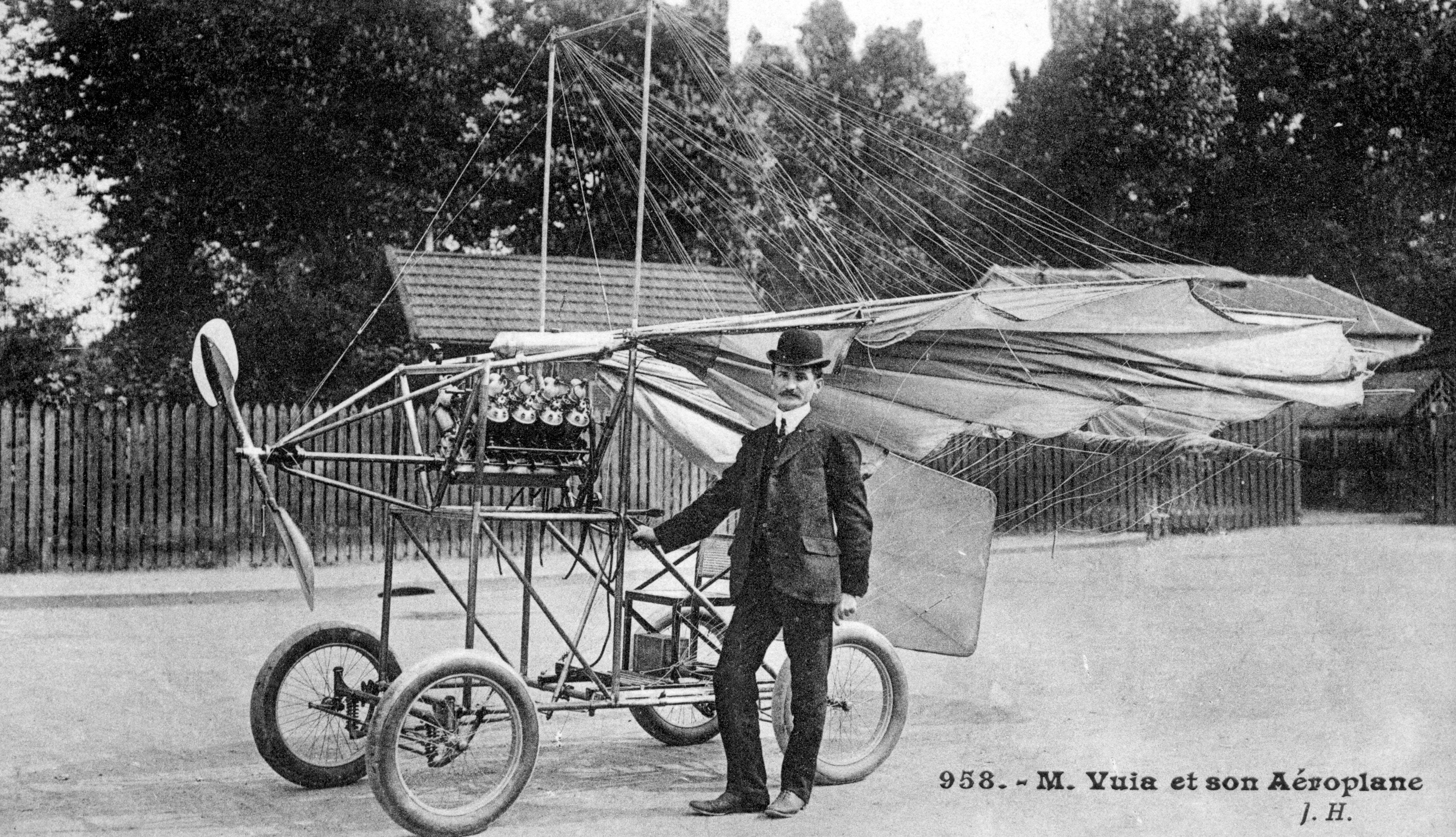
Une carte postale avec Vuia et sa machine volante, Vuia 2, en 1907.

- Puissance motrice : 20 ch à 450 tr/min
- Propulsion : 45 kgf
- Poids total : 251 kg : 195 kg pour l'appareil + 56 kg, le poids de Vuia)

## Autres inventions
L'avion Trajan Vuia no 2 fut construit en 1907. Traian Vuia a aussi réalisé deux hélicoptères en 1918 et en 1922.

## Hommage
Le 27 mai 1946 Traian Vuia a été élu membre d'honneur de l'Académie roumaine.
L'aéroport international de Timișoara, la commune où il est né, et de nombreuses rues et écoles roumaines portent son nom.

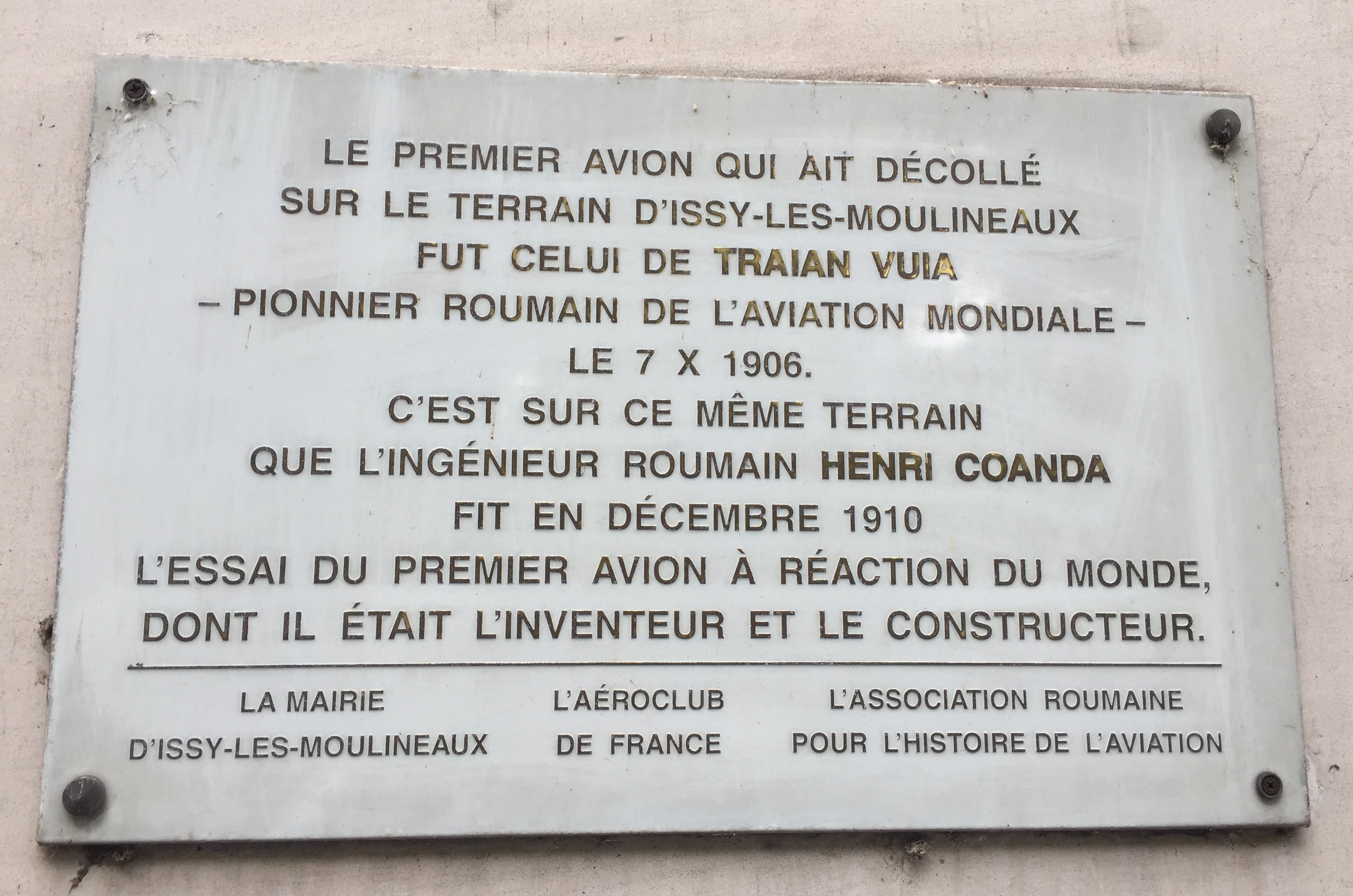
Plaque commémorative d'Issy-les-Moulineaux.

À l'aérodrome d'Issy-les-Moulineaux une plaque commémorative évoque sa mémoire et celle d'Henri Coanda.